# Cordel de Santillana
El Cordel de Santillana es una vía pecuaria de origen medieval que recorre sobre el entramado de la Calzada romana de la Fuenfría 25 km de ascensión por la segoviana sierra de Guadarrama (España). Arranca en la plaza del Azoguejo en Segovia, cruzando parte de la ciudad y la sierra para terminar en el puerto de la Fuenfría, donde la provincia de Segovia limita con la de Madrid.
Llamado así por el despoblado medieval de Santillana (Revenga) al igual que el Esquileo y la desaparecida Venta, su ancho estándar es el de un cordel, 45 varas castellanas (37,71 metros). Se cruza con la Cañada de la Vera de La Sierra o Real Soriana Occidental y su recorrido es coincidente en buena parte con el Camino de Santiago de Madrid y durante un pequeño trazado con el GR-88.

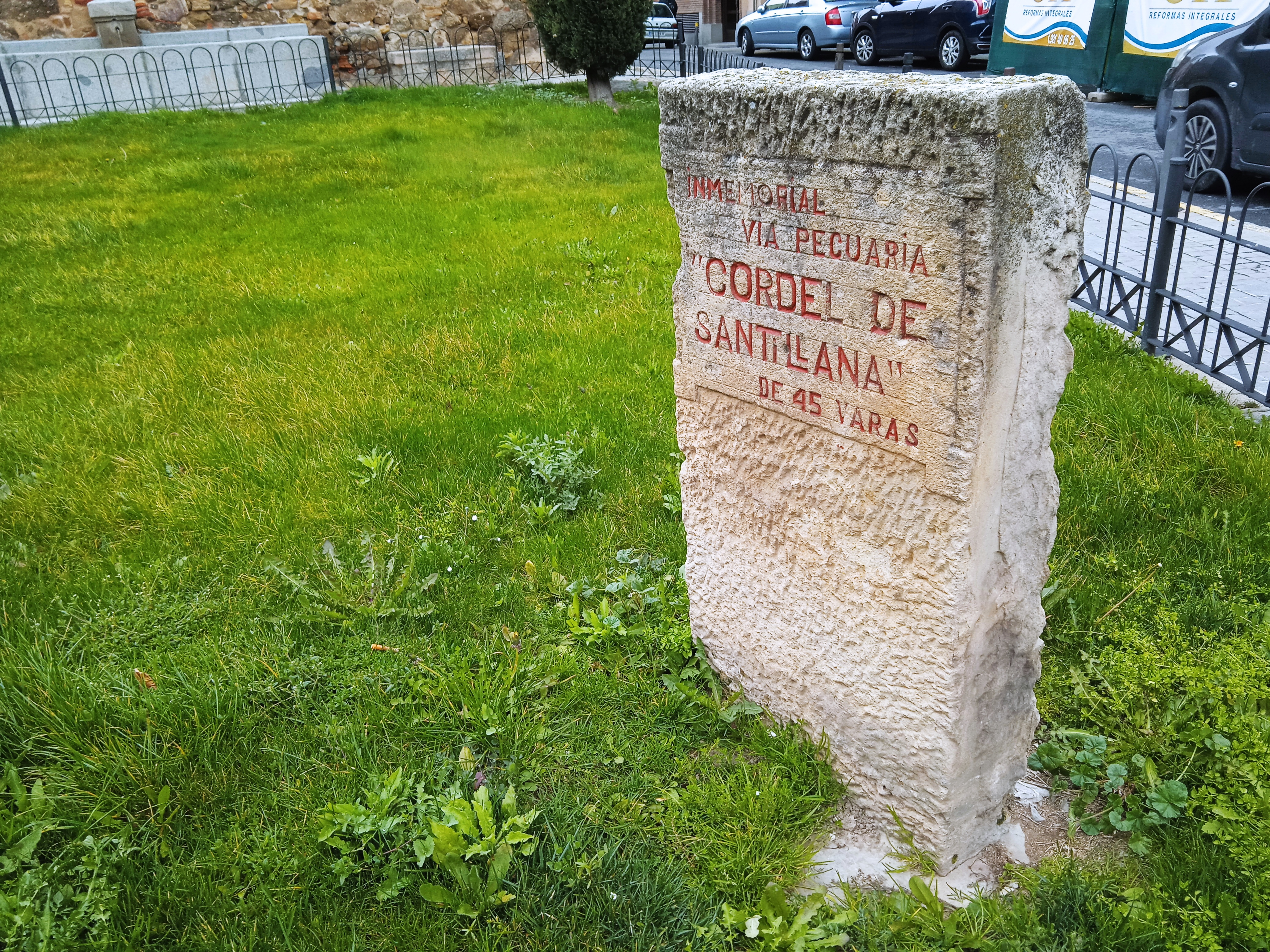
Memorial del inmemorial Cordel de Santillana.
Piedra junto a la Ermita del Cristo del Mercado

## Trayecto

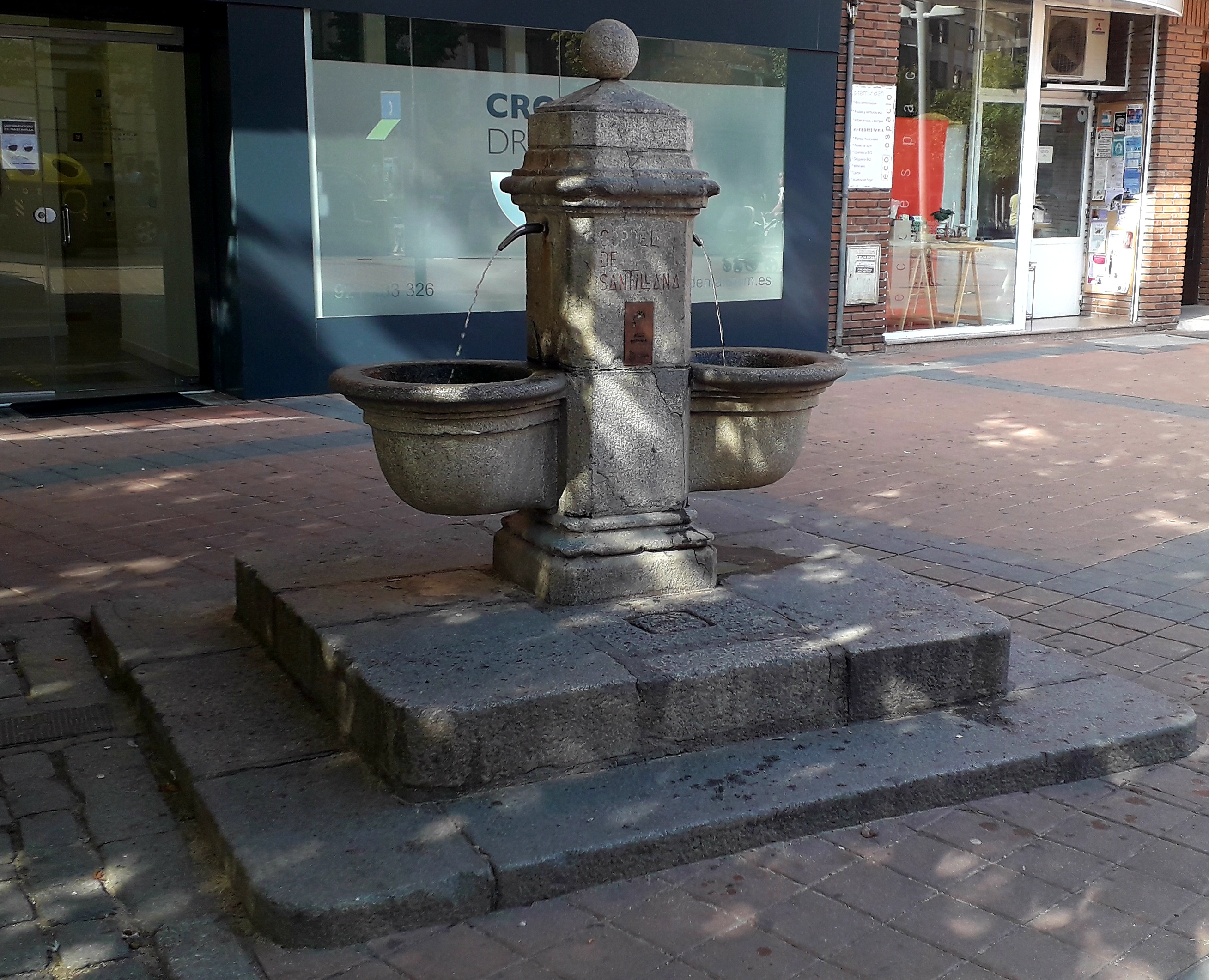
Fuente del Cordel de Santillana a su paso por la segoviana Calle de José Zorrilla

Arranca en la ciudad de Segovia, a los pies del Acueducto en la Plaza del Azoguejo y atraviesa la ciudad por las calles San Francisco, Muerte y Vida, Puente de Muerte y Vida y José Zorrilla.
Llega a la Ermita de Cristo del Mercado, aquí se sitúan varios Parques de la Dehesa, en su día un antiguo descansadero de ganado trashumante.
Continúa por el Camino de Baterías en paralelo a la Cacera de Navalcaz, donde existen restos interpretados de la calzada romana y atraviesa la autovía de circunvalación de la ciudad SG-20 por un paso en alto.
A partir de aquí asciende paralela al azud del Acueducto hasta cruzarse con la carretera SG-F-7133 que conecta la CL-601 con la N-603, después se cruza con la Cañada de la Vera de La Sierra o Real Soriana Occidental a la altura de la Casa de Esquileo de Santillana, junto al CMT Matabueyes, un campo de tiro de la Academia de Artillería.
Prosigue su ascensión pasando cercana a la Fuente de San Pedro y luego a la de Cabeza Gatos, cruzándose con el camino también de Cabezagatos.
Prosigue después por el refugio y fuente de los Pastores, discurriendo paralelo a la Pista forestal de la Fuente de La Reina por la que pasa después tras atravesar la Pradera de la Fuenfría.
Finalmente pasa por las ruinas de Casarás (antigua Casa Real de la Fuenfría) y alcanza el Puerto de la Fuenfría donde Segovia tiene su límite administrativo con Madrid, aquí enlaza con la Carretera de la República, carretera que de no haber acontecido la Guerra Civil, hubiera discurrido paralela al cordel también por tierras segovianas.